# Oreco
Valdemar Rodrigues Martins, meglio noto come Oreco (Santa Maria, 13 giugno 1932 – Ituverava, 3 aprile 1985), è stato un calciatore brasiliano di ruolo difensore, campione del mondo nel 1958 con la Nazionale brasiliana.

## Carriera

### Club
Oreco iniziò la sua carriera professionistica nel 1949 nelle file dell'Internacional di Santa Maria, Rio Grande do Sul, sua città natale.
Nel 1950 si trasferì all'Internacional di Porto Alegre, con cui vinse 5 volte il Campionato Gaúcho, e nel 1957 passò al Corinthians.
Nel 1966 lasciò il Brasile per trasferirsi prima in Colombia al Millonarios, in Messico al Toluca, con cui vinse 2 campionati, e negli Stati Uniti ai Dallas Tornado, con cui conquistò il titolo NASL nel 1971. 
Nella North American Soccer League 1971, Oreco giocò per i texani del Tornado tutti e tre gli incontri della vittoriosa finale contro i georgiani dell'Atlanta Chiefs.

### Nazionale
Oreco esordì con la Nazionale brasiliana il 1º marzo 1956 contro il Cile (2-1), in una partita valida per il Campionato Panamericano 1956, vinto poi dal Brasile.
Fece parte dei convocati per i Mondiali 1958, vinti dal Brasile, ma non scese mai in campo durante il torneo.

## Palmarès

### Club
- Campionato Gaúcho: 5

Internacional: 1950, 1951, 1952, 1953, 1955
- Campionato messicano: 2

Toluca: 1967, 1968
- Campionato NASL: 1

Dallas Tornado: 1971

### Nazionale
- Campionato Panamericano: 1

1956
- Campionato mondiale: 1

Svezia 1958